# Río Creuse
El río Creuse (en occitano Cruesa) es un río de Francia de la cuenca del Loira. Nace a 932 m s. n. m. en la meseta de Millevaches, en la comuna de le Mas-d’Artige (departamento de Creuse). Es afluente por la derecha del río Vienne, en el cual desemboca en el Bec des Deux Eaux, entre las comunas de Port-de-Piles (Vienne), y Ports y Nouâtre (Indre y Loira), a 33,30 m s. n. m. Su longitud es de 255 km. Su cuenca tiene una extensión de 9.570 km².
Recorre los departamentos de Creuse e Indre, y forma parte del límite entre Vienne e Indre y Loira. Las principales ciudades que atraviesa son Aubusson, Crozant, Argenton-sur-Creuse, Le Blanc, Yzeures-sur-Creuse, La Roche-Posay y Descartes.
Es navegable en sus últimos 18 km, desde la aldea de Rives (41,35 m s. n. m.) hasta su desembocadura, teniendo en su recorrido una esclusa en Descartes. También se aprovecha para la generación hidroeléctrica.